# 海瑞

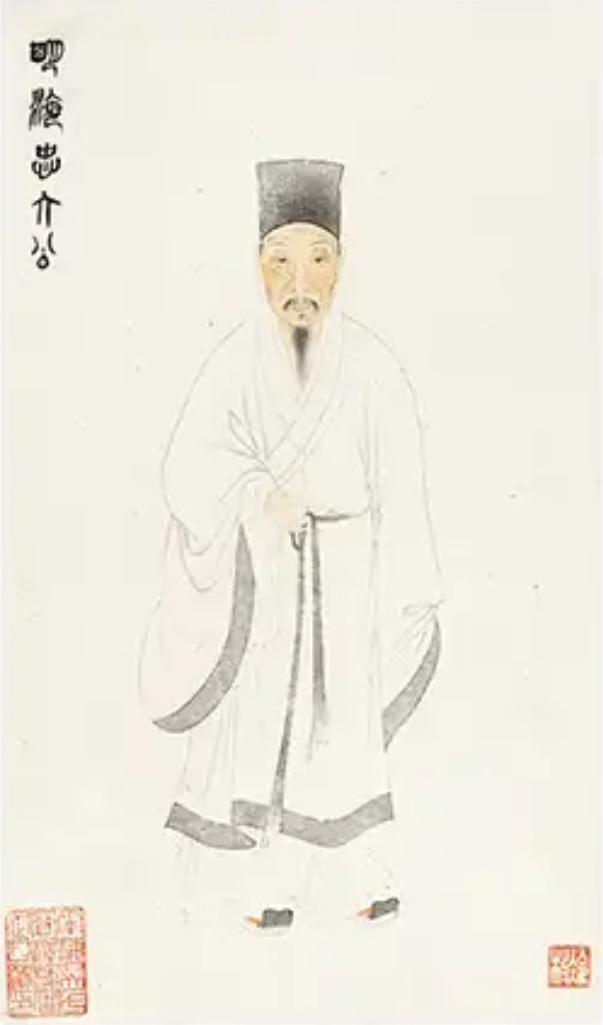
海瑞

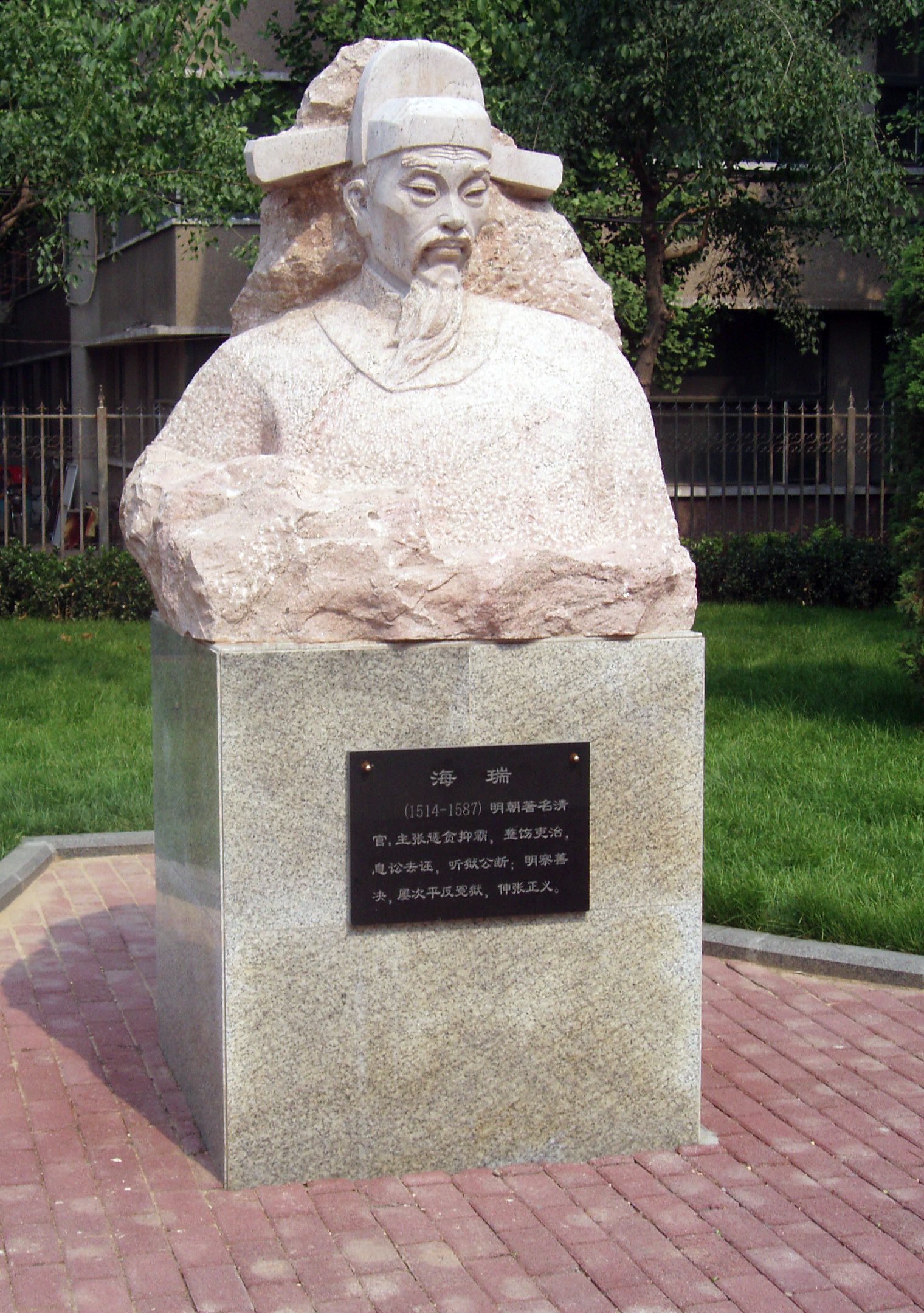
海瑞像

海 瑞（かい ずい、正徳9年（1514年） - 万暦15年（1587年））は、明代中期の政治家。字は汝賢・国祥、号は剛峰。瓊州府瓊山県の出身。時の嘉靖帝に対して激しい直諫を行い投獄されたがのちに釈放された。清廉潔白な官僚として評価を得ている人物である。

## 生涯
嘉靖年間に郷試に及第した。
各職を転々とした後、嘉靖45年（1566年）、戸部主事のとき、嘉靖帝の道教への傾倒ぶりを上疏して激しく諫めたため投獄された。嘉靖帝は道教に凝り不老長寿の術に没頭しており、長く政務を見なかった。国が内憂外患に襲われている中、君主としての義務を果たしておらず、誰も諫めるものがいない中で、海瑞は敢えて臣下として忠義のために君主へ諫言を行ったのである。
この時、必ず彼を捕縛するように厳命した嘉靖帝に対して、宦官の黄錦は「この方は上訴にあたり、棺桶を買い妻子に別れを告げ、死を覚悟しています。逃げるような人ではありません」と言上している。嘉靖帝はこの年の12月に道教の方士の献上した丹薬を服用し急死している。海瑞は釈放されもとの官職に就き、大理寺丞に昇進した。
嘉靖帝の後を継いだ隆慶帝・万暦帝の時期、張居正が政権の座についていた頃は海瑞は要職から締め出されていたが、その死後に南京吏部右侍郎、南京右僉都御史を歴任した。彼の謹厳ぶりは相変わらずで、万暦帝に対しても上疏を通じて政策提言を行っているが、その意見は聞き届けられなかった。在職のまま没。墓は現在の海南省海口市竜華区海墾街道の浜涯村にあり、観光名所となっている。

## 海瑞罷官
1961年、時の北京副市長で歴史家の呉晗は歴史劇『海瑞罷官』を発表した。海瑞が悪徳地方官僚を懲罰し、冤罪を被った庶民を救済し（平冤獄）、悪徳官僚が農民から没収した土地を農民に返還した（退田）ので、地方官僚の陰謀により罷免されるという内容の京劇戯曲である。それからしばらく経った1965年に上海の新聞文匯報に姚文元の「新編歴史劇『海瑞罷官』を評す」という評論文が発表された。『海瑞罷官』は海瑞の平冤獄や退田にこと寄せて、反革命分子などの名誉回復や集団化された農地の農民への再分配・人民公社解体を密かに訴えている、というものである。もちろん強引な曲解に過ぎない評論文だが、その後毛沢東によってさらに強引に『海瑞罷官』と彭徳懐解任が結びつけられた。日増しに呉晗への批判が強まり、1966年に呉晗及び廖沫沙・鄧拓の「三家村グループ」が反革命分子のレッテルを貼られ失脚、投獄されて呉晗・鄧拓は非業の最期を遂げた。
この『海瑞罷官』は結果的に文化大革命の発火点となり、評論文を書いた姚文元は四人組の一人として反革命分子の摘発に積極的に乗り出していくこととなった。この論文は、それ以前からこの戯曲への批判を主張していた江青が、張春橋と共謀して秘密裏に執筆させたものだった。また、康生は『海瑞罷官』を明確に廬山会議や彭徳懐と関連があると1964年に指摘し、毛沢東にもこれを関連付けるよう示唆したという。

## 登場作品
テレビドラマ
- 『大明王朝 〜嘉靖帝と海瑞〜』（2006年、中国、演：ホァン・チーチョン）